# Mārtiņš Perts
Mārtiņš Perts (ur. 8 sierpnia 1946 w Rydze) – łotewski prawnik, wykładowca i dyplomata, ambasador w Polsce (1992–1997), Włoszech (1997–2002), Hiszpanii (2004–2008) i Izraelu (2008–2013).

## Życiorys
Ukończył studia prawnicze na Uniwersytecie Łotewskim, po czym pracował na Wydziale Prawa macierzystej uczelni jako starszy wykładowca. W 1991 podjął pracę w nowo utworzonym Ministerstwie Spraw Zagranicznych Republiki Łotewskiej. Rok później mianowano go pierwszym od 1939 przedstawicielem dyplomatycznym Łotwy w Polsce. Funkcję ambasadora w Warszawie pełnił do 1997. W tym samym roku został odznaczony Krzyżem Komandorskim Orderu Zasługi RP. W 1997 uzyskał nominację na ambasadora nierezydującego w Bułgarii.
W latach 1997–2002 pełnił obowiązki ambasadora we Włoszech (akredytowany również w: Grecji, San Marino i na Malcie). Był również stałym przedstawicielem Łotwy przy FAO. Po powrocie do kraju stanął na czele Protokołu Dyplomatycznego Republiki Łotewskiej. W latach 2004–2008 był przedstawicielem Łotwy w Hiszpanii.
Od 2008 do 2013 był ambasadorem w Izraelu, po czym udał się na emeryturę.

## Odznaczenia
- Krzyż Komandorski Orderu Zasługi Rzeczypospolitej Polskiej (Polska, 1997)[4]
- Wielki Oficer Orderu Infanta Henryka (Portugalia, 2003)[5]